# 阿倫克爾 (帕拉州)
阿倫克爾（葡萄牙語：Alenquer），是巴西的城鎮，位於該國北部，由帕拉州負責管轄，始建於1729年6月13日，面積22,282平方公里，海拔高度52米，2014年人口54,353，人口密度每平方公里2.44人。